# Karma Nirvana
 (mai 2022).
Pour les articles homonymes, voir Karma (homonymie) et Nirvana.
Karma Nirvana est une organisation non gouvernementale basée à Leeds en Grande-Bretagne, fondée en 1993, et luttant contre les mariages forcés.

## Les mariages forcés au Royaume-Uni
Le mariage forcé concerne un grand nombre de jeunes femmes nées en Grande-Bretagne, généralement issues de l'immigration pakistanaise ou bangladaise. Le mariage est négocié par la famille avec un homme d'un pays étranger (en Asie du sud ou dans le golfe persique). Le modus operandi le plus courant est d'envoyer la jeune femme dans le pays du futur mari, elle y a un enfant, et revient en Grande-Bretagne après avoir accouché, ce qui facilite l'obtention de papiers pour le père.

## Jasvinder Sanghera
Jasvinder Sanghera, sa fondatrice, est née en Grande-Bretagne, cadette de sept sœurs d'une famille originaire du Pendjab. Elle explique que le mariage forcé a concerné toutes ses sœurs :

« L'une après l'autre, quand mes sœurs ont atteint l'age de quinze ans, je les ai vu être retirées de l'école, sans que personne le remarque, pour épouser des hommes qu'elles n'avaient vu qu'en photo. Elles y sont allées sans poser de questions, pour elles, c'était normal, justifié, appuyé par la religion, la tradition et la culture »

Quand, à son tour, à 14 ans, elle apprend qu'elle sera mariée avec un homme avec qui l'accord a été conclu six ans plus tôt par ses parents, elle prend la fuite, et perd définitivement tout contact avec ses parents. Elle crée l'ONG Karma Nirvana quelques années plus tard pour lutter contre ces pratiques.

## The Spoon project

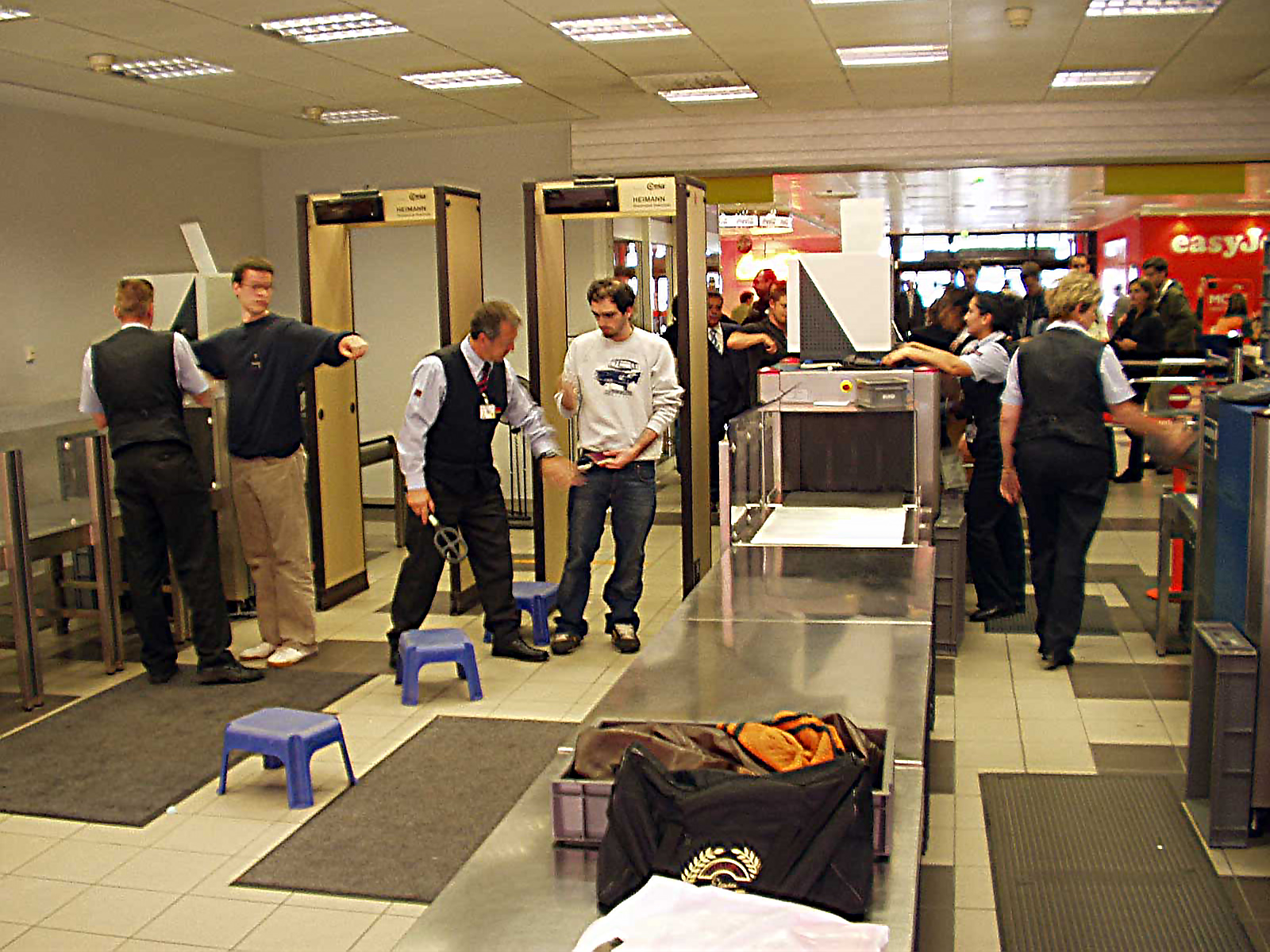
Contrôle de sécurité dans un aéroport.

L'opération Spoon Project est lancée dans les années 2010. Des membres de Karma Nirvana interviennent dans de nombreuses écoles à travers le Royaume-Uni. L'instruction donnée est la suivante : les jeunes filles envoyées à l'étranger pour un mariage forcé dissimulent une cuillère ou un autre couvert dans leurs vêtements avant le voyage. Cela permet de déclencher une alerte des portiques de détection à l'aéroport, créant ainsi une occasion d'entrer en contact avec la police. Ce conseil est aussi donné à des filles envoyées dans leur pays en vue d'y subir une excision.
Cette méthode de prévention a aussi été adoptée par la ville de Göteborg en Suède. 